# Radiocontrol

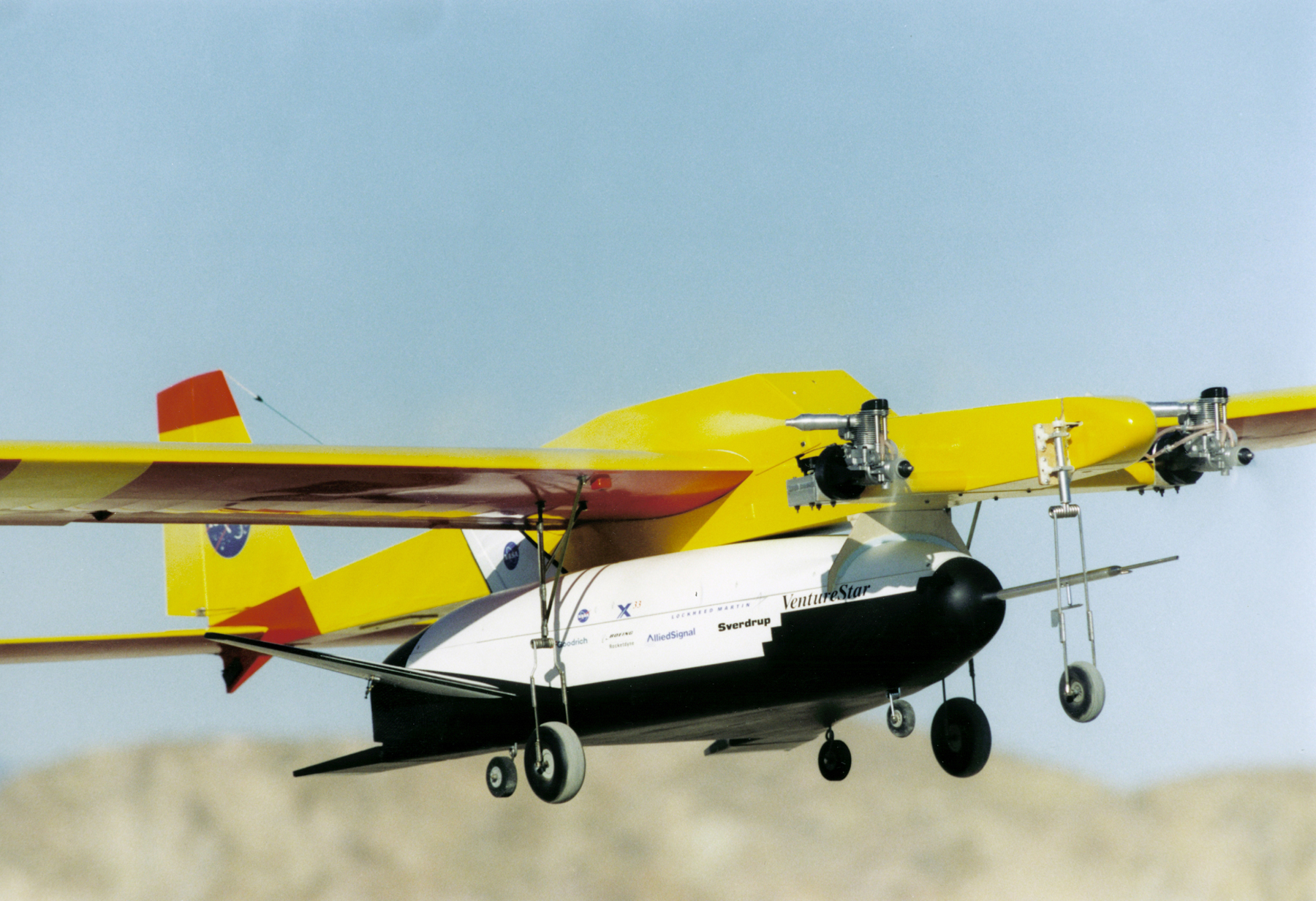
Aquest avió radiocontrolat està portant un model a escala d'un transbordador espacial X-33 com a part de les activitats de recerca de la NASA.

Radiocontrol (sovint abreviat com a RC) és la tècnica que permet el govern d'un objecte a distància i sense fil mitjançant una emissora de control remot basada en senyals de ràdio. El radiocontrol s'utilitza per controlar vehicles de modelisme per a ús recreatiu, però també té, cada cop més, una aplicació industrial, científica i militar en l'ús de vehicles no tripulats.

## Principis tècnics
En el radiocontrol entren en joc tres tècniques fonamentals: l'electrònica, que s'encarrega de transformar les ordres donades en ones de ràdio en el transmissor i al revés en el receptor; l'electricitat, encarregada de proporcionar l'energia necessària als dispositius, tant al comandament (o transmissor) com al receptor, i la mecànica, encarregada de moure els accionadors (o servomotors) d'acord amb els senyals elèctrics desmodulats o descodificats en moviment mecànic.

## Història
La idea de controlar vehicles no tripulats per millorar la precisió de torpedes militars és anterior a la invenció de la ràdio. La darrera meitat del 1800 va veure el desenvolupament de molts d'aquests dispositius, connectats a un operador per cable, inclosa la primera aplicació pràctica inventada per l'enginyer alemany Werner von Siemens el 1870. El poder prescindir del cablejat mitjançant l'ús d'una nova tecnologia sense fils, la ràdio, va aparèixer a finals de la dècada de 1890, i el 1897 l'enginyer britànic Ernest Wilson i C. J. Evans van patentar un torpede radiocontrolat o van demostrar vaixells radiocontrolats al riu Tàmesi (segons les versions). En una exposició de 1898 al Madison Square Garden, Nikola Tesla va demostrar un petit vaixell que utilitzava un control de ràdio basat en un cohesor. Amb l'objectiu de vendre la idea al govern dels EUA com a torpede, la patent de Tesla de 1898 incloïa un canviador de freqüència de rellotgeria perquè un enemic no pogués prendre el control del dispositiu.

## Modelisme per radiocontrol
Hi ha tota mena de vehicles de modelisme dirigits per radiocontrol, tot i que els més populars són els cotxes, els avions, els vaixells, els helicòpters i els submarins.
Iots
Dins del modelisme naval a radiocontrol, se celebren regates de iots, tant amb models de motor com de vela. És una afició cada vegada més estesa i promoguda dins dels clubs nàutics.
Iots de vela
La Federació Internacional de Vela (ISAF) inclou en l'apèndix I del seu Reglament de Regates a Vela les regles especials per a les regates de iots a vela per radiocontrol. Aquesta federació reconeix quatre classes de models:
- International One Metre (IOM)
- International Marblehead (MAR)
- International 10 Rater (10R)
- International Ràdio A Class (RA)

Altres classes molt esteses, a més de les 4 reconegudes per la ISAF, són:
- RC Laser
- Micro Magic
- RG - 65
- Victòria